# Aspa
|  | Per a altres significats, vegeu «ASPA». |

Aspa és un municipi a la comarca del Segrià. Regat pel riu Set i a 256 metres d'altura. Estava sota la senyoria dels bisbes de Lleida.

## Geografia
- Llista de topònims d'Aspa (Orografia: muntanyes, serres, collades, indrets..; hidrografia: rius, fonts...; edificis: cases, masies, esglésies, etc).

## Conreus
Predomini del secà amb oliveres, cereals i ametllers.
També predomina el conreu d'Ivy, amb el seu característic pinyol de préssec.

## Ramaderia
Porcí, oví i aviram.

## Obres arquitectòniques
- Església de Sant Julià amb façana barroca
- Restes del palau gòtic

## Demografia
| 1497 f | 1515 f | 1553 f | 1717 | 1787 | 1857 | 1877 | 1887 | 1900 | 1910 |
| ------ | ------ | ------ | ---- | ---- | ---- | ---- | ---- | ---- | ---- |
| 5      | 26     | 27     | 63   | 312  | 647  | 686  | 651  | 502  | 504  |

| 1920 | 1930 | 1940 | 1950 | 1960 | 1970 | 1981 | 1990 | 1992 | 1994 |
| ---- | ---- | ---- | ---- | ---- | ---- | ---- | ---- | ---- | ---- |
| 541  | 476  | 477  | 467  | 390  | 327  | 291  | 266  | 248  | 248  |

| 1996 | 1998 | 2000 | 2002 | 2004 | 2006 | 2008 | 2010 | 2012 | 2014 |
| ---- | ---- | ---- | ---- | ---- | ---- | ---- | ---- | ---- | ---- |
| 251  | 248  | 267  | 272  | 271  | 269  | 262  | 242  | 216  | 215  |

| 2016 | 2018 | 2020 | 2022 | 2024 | 2026 | 2028 | 2030 | 2032 | 2034 |
| ---- | ---- | ---- | ---- | ---- | ---- | ---- | ---- | ---- | ---- |
| -    | 217  | 220  | 221  | 220  | -    | -    | -    | -    | -    |